# 双流镇 (开阳县)
双流镇，是中华人民共和国贵州省貴陽市开阳县下辖的一个乡镇级行政单位。2020年5月14日，原双流镇刘育村、白安营村划归硒城街道。

## 行政区划
双流镇下辖以下地区：
白马新村社区、双永社区、双永村、刘育村、用沙村、三合村、白马村、凉水井村和白云村。
2020年5月14日调整后，双流镇辖双永居委会、白马居委会、双永村、三合村、凉水井村、白马村、用沙村。